# Boulogne-sur-Helpe
Boulogne-sur-Helpe – miejscowość i gmina we Francji, w regionie Hauts-de-France, w departamencie Nord.
Według danych na rok 1990 gminę zamieszkiwało 319 osób, a gęstość zaludnienia wynosiła 37 osób/km² (wśród 1549 gmin regionu Nord-Pas-de-Calais Boulogne-sur-Helpe plasuje się na 911. miejscu pod względem liczby ludności, natomiast pod względem powierzchni na miejscu 409.).